# Johann Schneider (Theologe)
Johann Schneider (* 1963 in Mediasch, Rumänien) ist ein deutscher evangelisch-lutherischer Theologe. Er amtiert als Regionalbischof des Bischofssprengels Magdeburg der Evangelischen Kirche in Mitteldeutschland.

## Leben
Schneider siedelte im Alter von 22 Jahren mit seiner Familie nach Deutschland über, absolvierte zunächst eine Lehre als Werkzeugmacher und studierte dann Theologie in Neuendettelsau, Tübingen, München, Erlangen und Rom. 2004 wurde er an der Universität Erlangen-Nürnberg mit einer Arbeit über die orthodoxe Kirche promoviert: Der Hermannstädter Metropolit Andrei von Saguna. Als Pfarrer und Dozent wirkte er an der Universität Erlangen, beim Diakonischen Werk der EKD und beim Lutherischen Weltbund. 2007 wurde er theologischer Oberkirchenrat im Kirchenamt der EKD in Hannover. Am 18. November 2011 wurde er zum ersten Regionalbischof des neuen Propstsprengels Halle-Wittenberg gewählt und am 24. Juni 2012 mit einem Gottesdienst in der Marktkirche Halle in sein neues Amt eingeführt. Seinen Dienst nahm er am 1. Juli 2012 auf. Als der Propstsprengel zum 1. Januar 2022 mit dem Propstsprengel Stendal-Magdeburg zum Bischofssprengel Magdeburg vereinigt wurde, behielt Schneider sein Amt für den vergrößerten Aufsichtsbereich. Er teilt sich die Verantwortung mit der Regionalbischöfin Bettina Schlauraff.
Schneider ist auch Domherr der Vereinigten Domstifter von Naumburg, Merseburg und Zeitz und seit März 2014 Kuratoriumsvorsitzender der Diakoniewerks Halle. Des Weiteren ist Schneider  Stellvertretender Vorsitzender des Gustav-Adolf-Werks.

## Publikationen
- Der Hermannstädter Metropolit Andrei von Șaguna. Reform und Erneuerung der Orthodoxen Kirche in Siebenbürgen und Ungarn nach 1848, Böhlau Verlag Köln-Weimar-Wien 2005 (= Studia Transylvanica 32).
- Zur gegenwärtigen Lage der Orthodoxen Kirche in Rumänien, in: Una Sancta 57. Jg., 2/2002.